# Pristina longiseta
Pristina longiseta är en ringmaskart som beskrevs av Ehrenberg 1828. Enligt Catalogue of Life ingår Pristina longiseta i släktet Pristina och familjen glattmaskar, men enligt Dyntaxa är tillhörigheten istället släktet Pristina och familjen Naididae. Arten är reproducerande i Sverige.

## Underarter
Arten delas in i följande underarter:
- P. l. bidentata
- P. l. longiseta
- P. l. leidyi